# لو جون هنري

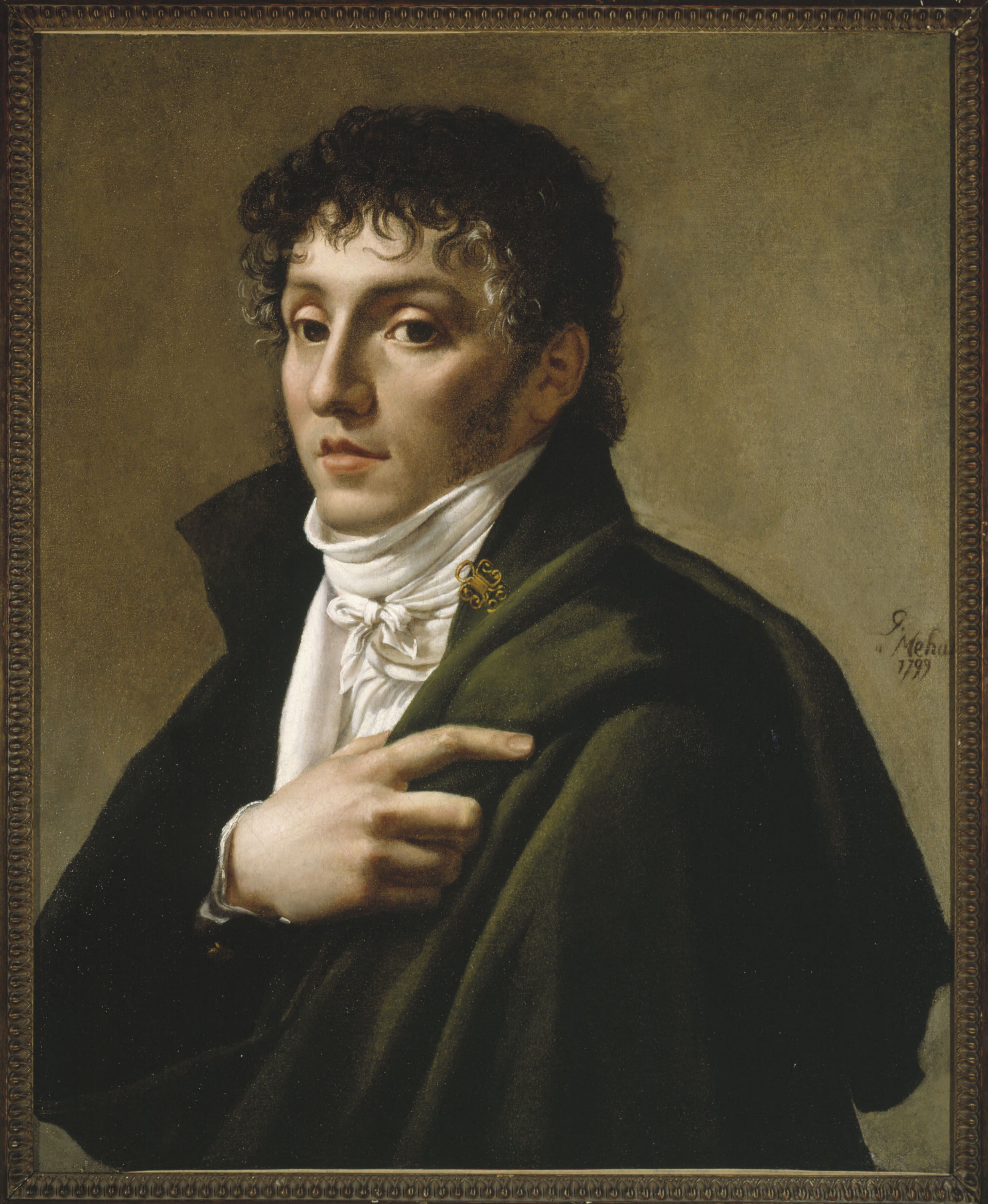
ميهول عام 1799 – صورة لأنطوان جروس

الشاب هنري (يونغ هنري) هي أوبرا للملحن الفرنسي إتيان ميهول . يأخذ شكل كوميديا ممزوجة بالموسيقى (نوع من الأوبرا الكوميدية ) في فصلين. النص المكتوب لجان نيكولا بويي مبني على حلقة من حياة الملك هنري الرابع ملك فرنسا . تم عرضه لأول مرة في 1 مايو 1797 في مسرح فافار،باريس. كانت الأوبرا فاشلة ولكن تم الترحيب بالمقدمة بحرارة وغالبًا ما تم تأديتها بشكل منفصل منذ ذلك الحين. تُعرف باسم (مطاردة الشاب هنري)، وهي مقطوعة موسيقية برنامجية تصف مسار الصيد من الفجر حتى قتل الأيل.
أصبح بويلي مشهورًا لاحقًا باعتباره مؤلف كتاب ليونور، أوالحب الزوجي1798، وهو أساس أوبرا بيتهوفن الوحيدة، فيديليو . لقد كتب النص المكتوب لـ الشاب هنري تحت عنوان شباب هنري الرابع في عام 1791 لـ غريتري ، الذي رفضه. قام ميهول بتأليف النتيجة لكن العرض الأول تأخر لسنوات لأسباب سياسية. كان العرض الأول "كارثة كبرى" بفضل الجودة الرديئة لنص بوليلي. صفق الجمهور لميهول لكنه هسهس لبويلي. كتب أحد المراجعين في Le courrier des Spectacles أنه "سيكون من المستحيل تخيل أي شيء أسوأ" وأنه "لم يكن هناك دسيسة ولا عمل ولا شيء مثير للاهتمام".